# 시적
시적(施積, ? - 270년)은 동오의 군인으로, 자는 공서(公緒)이며 단양군 고장현(故鄣縣) 사람이다. 좌대사마 주연의 아들로, 태어날 당시에는 주(朱)씨였으나 집안의 본래 성씨인 시씨로 되돌렸다.

## 생애
처음에는 아버지 주연의 지위에 힘입어 낭(郞)이 되었고, 건충도위에 제수되었다. 황룡 3년(231년) 아자비 주재(朱才)가 죽은 후 그 병사를 거느렸으며, 같은 해 반준(潘濬)을 따라 오계만을 토벌했다. 편장군영하독으로 승진했다. 도적들에 대한 일을 거느려, 법을 집행함에 기욺이 없었다. 노왕 손패(孫覇)가 주적과 교류하고자 했지만, 사양했다.
적오 12년(249년), 아버지가 죽자 뒤를 잇고, 평위장군 · 악향독에 임명되었다. 이듬해, 왕창(王昶)이 오나라가 손화(孫和)와 손패 사이의 후계 분쟁으로 인해 수많은 인재들이 죽고 나라가 혼란한 틈을 타, 주태(州泰), 왕기(王基)와 함께 오나라로 쳐들어왔다. 강릉(江陵) (남군) 방면을 공격하는 과정에서 오의 주적을 물량과 병기로 압도하여 주적이 패주했다. 강릉성에서 주적은 왕창의 계략에 또한번 휘말려 기습복병에 당했다. 이 때 주적의 장수인 종리무(鍾離茂)와 허민(許旻) 등이 죽었다(이상 왕창전). 주연전(《삼국지》는 아들의 전을 대부분 아버지에 붙여 서술했기에 주적의 전기도 주연전에 있다)에서는, 왕창이 강릉성을 공격했으나 이길 수 없으므로 물러났다. 주적은 분위장군 제갈융(諸葛融)에게 편지를 보내 왕창을 같이 추격할 것을 요청했다. 제갈융이 승낙했으므로 주적은 왕창을 따라잡고 서전에서 이겼지만, 제갈융이 약속을 깨고 군대를 움직이지 않았기 때문에 이길 수 없었다. 손권(孫權)은 주적을 크게 칭찬했으며 제갈융을 질책했으나, 제갈융의 형 제갈각(諸葛恪)이 대장군에 있었으므로 처벌되지는 않았다. 본래 주적은 제갈각, 제갈융과 사이가 나빴는데, 이 일로 인해 더욱 틈이 벌어졌다.
건흥 원년(252년) 진동장군이 되었다. 이듬해, 제갈각이 신성을 공격하자, 주적에게 도움을 구해 반주에 머무르게 하고, 주적이 본래 맡은 곳은 제갈융이 대신 맡았다. 제갈각이 주살당하자 전희, 손일과 함께 제갈융이 있는 공안성을 포위하였고, 제갈융이 자살한 후 본래의 악향독 지위로 돌아왔고, 가절을 받았다.
아버지 주연은 주치의 상을 치른 후, 본성으로 돌아가려 했으나, 손권이 허락하지 않았었다. 주적은 오봉 연간(254년 ~ 256년), 표를 올려 아버지의 본성인 시씨를 회복했다.
태평 2년(257년), 표기장군에 배령되었다. 영안 초, 상대장군 · 도호독으로 승진했고, 파구부터 서릉까지 이르는 지역을 수비했다. 원흥 원년(264년), 좌대사마가 되었다. 건형 2년(270년)에 죽었으며, 맡고 있던 수비지역은 육항(陸抗)이 이어받았다.

## 친척 관계
- 주연 (아버지)
  - 주적

## 같이 보기
- 삼국지 인물 목록